# Christopher D. Sullivan

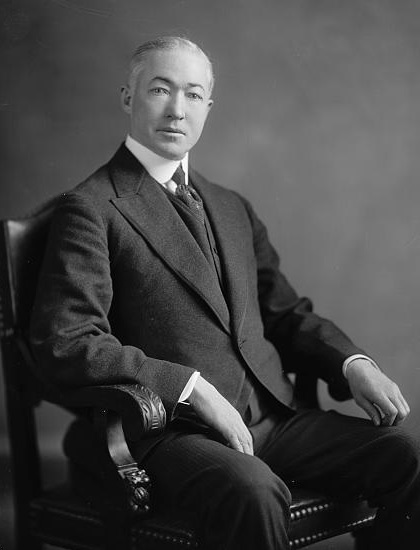
Christopher D. Sullivan

Christopher Daniel „Christy“ Sullivan (* 14. Juli 1870 in New York City; † 3. August 1942 ebenda) war ein US-amerikanischer Politiker. Zwischen 1917 und 1941 vertrat er den Bundesstaat New York im US-Repräsentantenhaus.

## Werdegang
Christopher Daniel Sullivan wurde ungefähr fünf Jahre nach dem Ende des Bürgerkrieges in New York City geboren und wuchs dort auf. In dieser Zeit besuchte er öffentliche Schulen, die St. James Parochial School und die St. Mary’s Academy. 1904 ging er Immobiliengeschäften nach. Man wählte ihn 1906 in den Senat von New York und er wurde in den Jahren 1908, 1910, 1912 und 1914 wiedergewählt, wo er bis zu seinem Rücktritt 1916 diente. Politisch gehörte er der Demokratischen Partei an.
Bei den Kongresswahlen des Jahres 1916 für den 65. Kongress wurde Sullivan im 13. Wahlbezirk von New York in das US-Repräsentantenhaus in Washington, D.C. gewählt, wo er am 4. März 1917 die Nachfolge von George W. Loft antrat. Als Kongressabgeordneter hatte er in dieser Amtszeit den Vorsitz über das Committee on Expenditures im Arbeitsministerium. Er wurde elf Mal in Folge wiedergewählt. Da er auf eine erneute Kandidatur im Jahr 1940 verzichtete, schied er nach dem 3. Januar 1941 aus dem Kongress aus.
Nach seiner Kongresszeit lebte er wieder in New York City, wo er am 3. August 1942 starb. Sein Leichnam wurde auf dem Calvary Cemetery in Woodside beigesetzt.